# Garcinia umbellulata
Garcinia umbellulata är en tvåhjärtbladig växtart som beskrevs av Henry Nicholas Ridley. Garcinia umbellulata ingår i släktet Garcinia och familjen Clusiaceae. Inga underarter finns listade i Catalogue of Life.